# Герман Россманн
Герман Россманн (нім. Hermann Rossmann; 23 липня 1918, Дюрренеберсдорф — 19 травня 1943, Атлантичний океан) — німецький офіцер-підводник, оберлейтенант-цур-зее крігсмаріне.

## Біографія
9 жовтня 1937 року вступив на флот. В грудні 1939 року відряджений в авіацію. В січні-червні 1941 року пройшов курс підводника. З 7 серпня 1941 року — 1-й вахтовий офіцер на підводному човнів U-582. В червні-липні 1942 року пройшов курс командира човна. З 25 липня 1942 по 31 березня 1943 року — командир U-52, з 1 квітня 1943 року — U-273. 12 травня вийшов у свій перший і останній похід. 19 травня U-273 був потоплений в Північній Атлантиці південно-західніше Ісландії (59°25′ пн. ш. 24°33′ зх. д.) глибинними бомбами британського бомбардувальника «Хадсон». Всі 46 членів екіпажу загинули.

## Звання
- Кандидат в офіцери (9 жовтня 1937)
- Морський кадет (28 червня 1938)
- Фенріх-цур-зее (1 квітня 1939)
- Оберфенріх-цур-зее (1 березня 1940)
- Лейтенант-цур-зее (1 травня 1940)
- Оберлейтенант-цур-зее (1 квітня 1942)